# K. J. McDaniels
K. J. McDaniels (nacido el 9 de febrero de 1993 en Birmingham, Alabama) es un jugador de baloncesto estadounidense que actualmente pertenece al Pelita Jaya de la IBL de Indonesia. McDaniels jugó baloncesto universitario para la Universidad de Clemson.

## Trayectoria deportiva

### Universidad
McDaniels, llegó a Clemson como un recluta no anunciado desde la escuela Central Park Christian School. Jugó minutos limitados en su primer año como freshman en 2011-12, promediando 3.9 puntos y 1.8 rebotes por partido. Como sophomore en su segundo año, McDaniels se convirtió en titular de los Tigers. promedió 10.9 puntos y 5.0 rebotes, y terminó segundo en la Atlantic Coast Conference (ACC) en tiros taponados con 2.1 por partido.
En su tercer año como junior en 2013-14, McDaniels se convirtió en uno de los mejores jugadores en la ACC. Obtuvo un promedio de 17.1 puntos y 7.1 rebotes. McDaniels lideró la ACC en taponados por partido con 2.8 y en la conclusión de la temporada regular fue nombrado primer mejor equipo de la ACC y Jugador Defensivo del Año de la conferencia. En la postemporada, lideró a los Tigers al National Invitation Tournament 2014. McDaniels llevó al equipo a las semifinales del torneo en el Madison Square Garden.

### Profesional
Después a su tercera temporada como junior, McDaniels decidió renunciar a su última temporada como senior en Clemson y declarar su elegibilidad para el Draft de la NBA de 2014. Fue seleccionado en la segunda ronda en el puesto número 32 por los Philadelphia 76ers en el Draft de la NBA de 2014.
El 19 de febrero de 2015 es traspasado a Houston Rockets a cambio de Isaiah Canaan y una pick de segunda ronda del draft de 2015.
El 23 de febrero de 2017 fue traspasado a los Brooklyn Nets.
En diciembre de 2023 se unió al Pelita Jaya de la IBL de Indonesia.

## Estadísticas de su carrera en la NBA

### Temporada regular
| Año     | Equipo       | PJ  | PT | MPP  | %TC  | %3P  | %TL  | RPP | APP | ROB | TPP | PPP |
| ------- | ------------ | --- | -- | ---- | ---- | ---- | ---- | --- | --- | --- | --- | --- |
| 2014-15 | Philadelphia | 52  | 15 | 25.4 | .399 | .293 | .756 | 3.8 | 1.3 | .8  | 1.3 | 9.2 |
| 2014-15 | Houston      | 10  | 0  | 3.3  | .333 | .000 | .500 | .5  | .2  | .0  | .2  | 1.1 |
| 2015-16 | Houston      | 37  | 1  | 6.4  | .403 | .280 | .800 | 1.1 | .3  | .2  | .2  | 2.4 |
| 2016-17 | Houston      | 29  | 0  | 7.3  | .454 | .333 | .900 | 1.0 | .1  | .2  | .3  | 2.8 |
| 2016-17 | Brooklyn     | 20  | 0  | 14.7 | .455 | .282 | .821 | 2.6 | .5  | .6  | .5  | 6.3 |
| Total   | Total        | 148 | 16 | 14.1 | .412 | .290 | .776 | 2.2 | .6  | .5  | .6  | 5.3 |

### Playoffs
| Año   | Equipo  | PJ | PT | MPP | %TC  | %3P  | %TL  | RPP | APP | ROB | TPP | PPP |
| ----- | ------- | -- | -- | --- | ---- | ---- | ---- | --- | --- | --- | --- | --- |
| 2016  | Houston | 4  | 0  | 8.5 | .308 | .333 | .000 | 1.8 | .3  | .0  | .8  | 2.3 |
| Total | Total   | 4  | 0  | 8.5 | .308 | .333 | .000 | 1.8 | .3  | .0  | .8  | 2.3 |